# Giovanni Romagnoli
Giovanni Romagnoli (Faenza, 12 maggio 1893 – Bologna, 10 giugno 1976) è stato un pittore e scultore italiano.
"Mi piacciono le trine, i veli, le cose un poco scolorite dal tempo, il nudo di giovane donna, i fiori, e mi piace indugiare in queste preferenze oggi proprio nel tempo della pittura di violenza e di forza, nel tempo dell'urlo, dell'acciaio e della macchina" (Giovanni Romagnoli)
Giovanni Romagnoli fu una personalità estremamente riservata che si dedicò all'arte a partire da ragazzino fino agli ultimi anni della sua vita. La sua produzione artistica si inserisce nel filone figurativo intimista del Post-impressionismo, con riferimenti in particolare all'opera di Édouard Vuillard e Pierre Bonnard.

## Biografia
Giovanni Romagnoli nacque a Faenza nel 1893 dove frequentò le scuole “Manfredi”. Nel 1906, tredicenne, seguì la famiglia a Bologna. Fortemente motivato e dotato per il disegno, arrivò nel capoluogo con un sostanzioso gruppo di disegni che vennero valutati positivamente da vari artisti locali fra cui Giovanni Chiarini; i genitori gli consentirono quindi di iscriversi all'Accademia di belle arti di Bologna dove seguì le lezioni di Domenico Ferri e Augusto Majani. Si diplomò nel 1911. All'Accademia conobbe e frequentò un gruppo di artisti appartenenti alla “moderata avanguardia” bolognese, Alfredo Protti, Garzia Fioresi, Carlo Corsi e Guglielmo Pizzirani e diventò amico di Alessandro Cervellati.

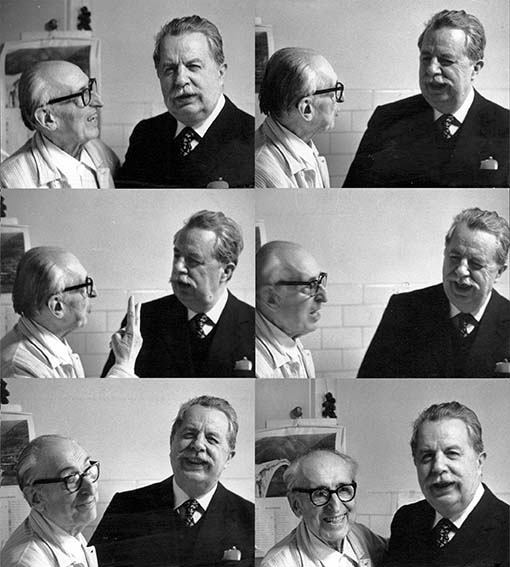
I pittori Giovanni Romagnoli e Franco Gentilini in una fotografia di Nino Migliori

 Nel 1915 iniziò l'attività di insegnamento alle scuole elementari ed effettuò il servizio militare nella sussistenza cittadina. Sin dagli esordi come pittore, Romagnoli ottenne diversi riconoscimenti: nel 1917 il Premio Curlandese; nel 1920 il Premio Baruzzi; nel 1923 sia il Premio Baruzzi che il Premio Curlandese il cui dipinto premiato (Ballerina con mazzo di fiori), è ora conservato presso le collezioni del MAMbo Museo d'arte moderna di Bologna. Fra il 1914 e il 1916 partecipò a tre edizioni della Secessione Romana e nel 1921 alla I Biennale di Roma e alla Fiorentina Primaverile alla quale partecipò anche il gruppo Valori plastici. Nel 1922 partecipò per la prima volta alla Biennale di Venezia, ma la sua opera passò inosservata. 
Il 1924 è l'anno che segnò una tappa fondamentale nella sua carriera: vinse il secondo premio alla XIII Mostra Internazionale del Carnegie Institute of Technology, una università di Pittsburgh, negli Stati Uniti, ed espose diciannove opere alla XIV Biennale di Venezia. Durante l'esposizione veneziana, la critica paragonò le sue opere alle scene intimiste di Armando Spadini, tanto da ravvisare in Romagnoli il suo erede.
Nel 1926 venne nominato membro della giuria alla Mostra Internazionale del Carnegie Institute of Technology insieme a Pierre Bonnard. Ormai noto in America, espose a Chicago e Cleveland, e tenne per alcuni mesi un corso di pittura al Carnegie Institute of Technology. 
In Italia partecipò annualmente alle mostre dell'Associazione Francesco Francia e a svariati eventi culturali e artistici di rilevanza nazionale. Nel 1927 gli venne affidato il progetto di decorazione del Teatro Verdi di Bologna, ex Olimpia inaugurato nel 1907.
Continuò i suoi soggiorni a Pittsburgh: nel 1930 tenne un corso di pittura e nel 1929, 1930 e 1933 partecipò al Premio Carnegie.
Nel 1933, in occasione della visita ufficiale di Benito Mussolini, Romagnoli eseguì la decorazione della volta della Sala da pranzo con teatrino presso il Palazzo del Governo di Bologna (Palazzo Caprara Montpensier).
Nel 1935 partecipò alla II Quadriennale di Roma con quattordici sculture e ventiquattro dipinti ottenendo un notevole successo.
Nel 1936 tornò a Pittsburgh per esporre al Premio Carnegie e nel 1938 tenne delle letture presso l'Institute of Technology. Nel 1938 venne nominato Direttore dell'Accademia di Bologna, incarico che ricoprì sino al 1940 anno in cui Romagnoli, artista ormai affermato, venne chiamato ad esporre in una sala personale alla XXII Biennale di Venezia. Con lo scoppio della Seconda guerra mondiale, Giovanni Romagnoli interruppe temporaneamente l'attività artistica, rifugiandosi con la famiglia ad Ozzano dell'Emilia. Nel 1948 partecipò alla XXIV Biennale di Venezia e, a Roma alla V Quadriennale. 
Nel 1949 eseguì sulla parete della Sala Italiana della Cathedral of Learning di Pittsburgh il ritratto a olio di Elena Lucrezia Cornaro, prima donna laureata al mondo. Durante la sua breve permanenza in America, tenne presso l'Università un corso sulla tecnica a fresco. Il 1950 è l'ultimo anno in cui Romagnoli prese parte al Premio Carnegie di Pittsburgh. Nel 1956 affrescò l'abside della chiesa di S. Maria Maddalena a Bologna e, nello stesso anno venne nominato direttore dell'Accademia di Belle Arti di Bologna con un secondo mandato, fino al 1960.
Fra il 1951 e il 1965 espose a quattro edizioni della Quadriennale di Roma e nel 1954 partecipò alla XXVII Biennale veneziana. Nel 1975 l'artista faentino donò alcune opere al MAMbo – Museo d'arte moderna di Bologna. Giovanni Romagnoli si spense all'età di ottantatré anni, il 10 giugno 1976.

## Stile
Le morbide figure femminili e le sgargianti nature morte eseguite negli anni dieci del XX secolo, sono caratterizzate da colori accesi e da pennellate materiche in cui si ravvisano i profondi influssi dell'arte di Pierre Bonnard e di Édouard Vuillard. Lungo gli anni trenta e gli anni quaranta il linguaggio artistico di Romagnoli mutò verso un maggiore intimismo intriso di una certa malinconia. I colori vivaci si attenuarono e le volumetrie si appianarono. I soggetti delle tele divennero evanescenti e rarefatti, processo che raggiunse l'apice con le opere eseguite negli anni cinquanta e negli anni sessanta.

## Curiosità
La vita di Giovanni Romagnoli è segnata dall'incontro con la giovane Zoraide Domenichini. Dagli anni trenta in poi Zoraide diviene la modella per eccellenza dell'artista, figurando in buona parte delle sue opere. Persino nelle commissioni ufficiali, come nell'affresco del Palazzo del Governo di Bologna, Romagnoli rappresenta la personificazione della Città di Bologna con le fattezze della donna amata.
L'esecuzione del ritratto di Elena Lucrezia Cornaro Piscopia sulla parete della Sala Italiana della Cathedral of Learning di Pittsburgh è il frutto di un carteggio durato tredici anni tra l'artista e il Comitato americano che ne dirigeva la decorazione.

## Opere
- Fiori allo specchio, 1913
- Ritratto col ventaglio, 1914
- Ritratto di fanciulla, 1918
- Merlettaie, 1921
- Ragazza con cocomero (o Modelli nello studio), 1923
- Estate, 1923
- Luce d'oro [4], 1923
- Ballerina con mazzo di fiori (o Rosa e biondo, o Giovinezza, o Sosta), 1923
- Susanna e i vecchioni, 1925
- Maria Egiziaca, 1927
- Ritratto col turbante (o Ragazza col turbante), 1928
- Fiori di carta, 1928
- Flora, 1928
- Summer Morning [5], 1929
- Natura morta con palla e ventola, 1929
- Ebe, 1930
- Toeletta, 1930
- Acrobata, 1932
- Affresco nella Sala da pranzo con teatrino, Palazzo Caprara Montpensier (Bologna), 1933
- Il sogno, 1938
- Pomona, 1938
- Nina, 1938
- Notturno, 1939
- Nudo con velo, 1948
- Ritratto di Elena Lucrezia Cornaro Piscopia, Sala Italiana, Cathedral of Learning, Pittsburgh (USA), 1949
- Tarda estate, 1951
- A teatro (o Profilo di donna), 1952
- Natura morta, 1952
- Bottiglia con ventola, 1958
- Icona, 1964

## Mostre più importanti
- 1961: Mostra a cura di Stefano Bottari e Giuseppe Raimondi, indetta dall'Associazione Francesco Francia e dal Comune di Bologna, a Palazzo Re Enzo, Bologna;
- 1962: al Palazzo delle Esposizioni di Faenza gli viene dedicata una personale;
- 1980: Mostra a cura di Giorgio Ruggeri presso la Galleria Marescalchi di Bologna;
- 1981: il critico d'arte Franco Solmi ha curato la mostra delle opere dell'artista di proprietà della Fondazione Cassa di Risparmio in Bologna;
- 1987: A undici anni dalla sua scomparsa, presso Villa Simoneschi si tiene una mostra personale a cura di Franco Solmi, in collaborazione con il Comune di Chianciano Terme;
- 1988:Mostra a cura di Claudio Spadoni, in collaborazione con il Comune di Faenza, presso il Palazzo del Podestà, Faenza;
- 1993: Nel centenario della nascita la galleria d'arte di Bologna Bottegantica gli dedica una mostra personale corredata di catalogo con testo introduttivo di Franco Basile;
- 2014: L'Associazione culturale Bologna per le Arti, in collaborazione con il Comune di Bologna, ha organizzato una mostra antologica a Palazzo d'Accursio curata da Stella Ingino.